# サッカーコソボ代表
サッカーコソボ代表（サッカーコソボだいひょう、アルバニア語: Kombëtarja e futbollit të Kosovës, セルビア語: Фудбалска репрезентација Косова）は、コソボサッカー連盟（FFK）によって構成されるコソボのサッカーのナショナルチームである。
コソボサッカー連盟およびコソボ代表チームは、設立時にはコソボ地位問題が確定していなかった為、UEFAとFIFA共に未加盟であったが、2015年と2016年にそれぞれ加盟を果たしている。

## 歴史
コソボは、1991年にユーゴスラビア（当時）から独立を宣言した。このコソボを承認したのは同じアルバニア人国家のアルバニアのみで、コソボ代表はアルバニア他、同じ様に政治的理由でFIFAや大陸連盟の承認を得られないNF-Boardと試合を複数回行っている。アルバニア以外のFIFA加盟国でコソボ代表との対戦歴があるのはサウジアラビア代表のみである。この試合は2007年6月15日、トルコのアンカラで行われ、1-0でコソボが勝利した。
2008年5月6日、コソボはFIFA加盟申請をした。同年10月にチューリッヒで開催された総会において審議されたが、FIFA憲章第10条「国際社会で独立国家と認識されている場合のみ加盟は認められる。」が障壁となり拒絶された。2012年5月22日、
ゼップ・ブラッターFIFA会長はロイター通信社に対し、コソボが90カ国に独立を承認されている現状を踏まえ、FIFA加盟国として承認する考えがあることを明らかにした。また、FIFA承認の国際親善試合への参加権も与えられた。そして2016年5月13日に開かれたFIFA年次総会で、ジブラルタルとともにFIFAの加盟が賛成多数で承認された。
2016年9月より、FIFAワールドカップ・ヨーロッパ予選に初めて出場し、初戦はアウェーでフィンランドと対戦し1-1の引き分けで初の勝ち点1を得た。同予選は初戦以外9連敗で勝ち点1でグループ最下位だった。FIFA加盟後の初勝利は2016年6月3日のフェロー諸島との親善試合で、2-0であった。上述の2018年W杯予選後の2017年11月13日に行われたラトビアとの親善試合でも4-3と勝利し2勝目を挙げている。
UEFAネーションズリーグ2018-19では、リーグDのグループ3に入り、アウェーでマルタに5-0、ホームでアゼルバイジャンに4-0で勝利するなど、圧倒的な強さを見せつけ4勝2分の勝ち点14でリーグCへの昇格を決めた。

## 成績

### FIFAワールドカップ
- 2018年 - 予選敗退
- 2022年 - 予選敗退

### UEFA欧州選手権
- 2021年 - 予選敗退

### UEFAネーションズリーグ
| シーズン | ディビジョン | ディビジョン | ディビジョン | ディビジョン | ディビジョン | ディビジョン | ディビジョン | ディビジョン | ディビジョン | ディビジョン    |
| シーズン | Tier         | グループ     | 試           | 勝           | 分           | 敗           | 得           | 失           | 点           | 順位            |
| -------- | ------------ | ------------ | ------------ | ------------ | ------------ | ------------ | ------------ | ------------ | ------------ | --------------- |
| 2018-19  | D            | 3            | 6            | 4            | 2            | 0            | 15           | 2            | 14           | 1(Tier Cに昇格) |

## 歴代監督
- アラン・ジレス 2022-2023
- プリモツ・グリハ 2023-

## 歴代選手
- ベンジャミン・コロリ 2016-
- ミロト・ラシツァ 2016-
- ヴェダト・ムリキ 2016-

## 歴代記録
2025年3月23日現在

### 出場数ランキング

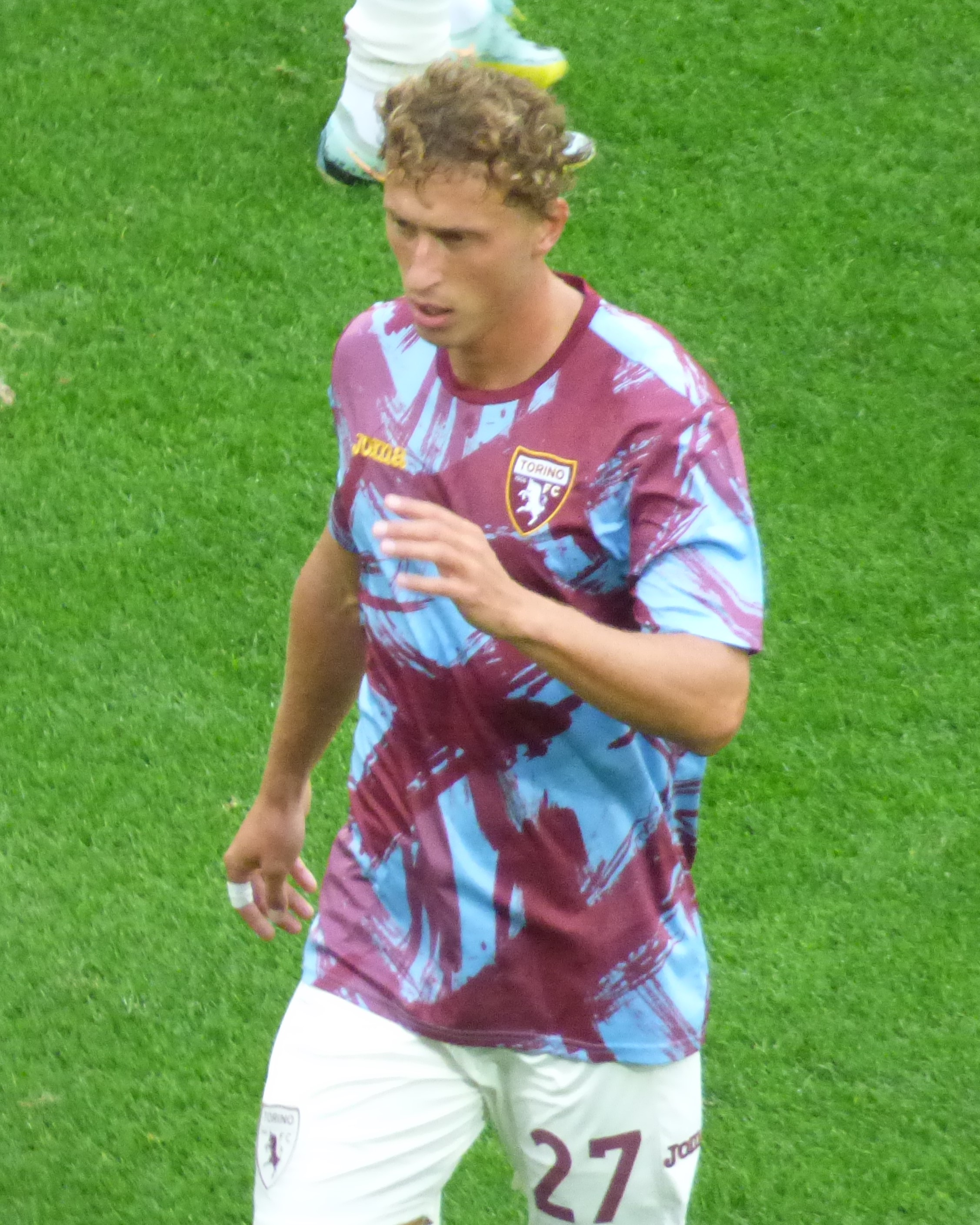
メルギム・ヴォイヴォダ

| 順位                     | 選手  | 期間 | 出場 | 得点 |
| ------------------------ | ----- | ---- | ---- | ---- |
| 1                        |       |      |      |      |
| アミル・ラフマニ         | 2014- | 64   | 7    |      |
| 2                        |       |      |      |      |
| メルギム・ヴォイヴォダ   | 2017- | 63   | 2    |      |
| 3                        |       |      |      |      |
| ミロト・ラシツァ         | 2016- | 61   | 12   |      |
| 4                        |       |      |      |      |
| フィダン・アリティ       | 2017- | 60   | 1    |      |
| ヴェダト・ムリキ         | 2016- | 60   | 31   |      |
| 6                        |       |      |      |      |
| ヴァロン・ベリシャ       | 2016- | 49   | 4    |      |
| 7                        |       |      |      |      |
| アリヤネット・ムリッチ   | 2018- | 43   | 0    |      |
| 8                        |       |      |      |      |
| エドン・ジェグロヴァ     | 2018- | 42   | 5    |      |
| 9                        |       |      |      |      |
| ベルサント・ツェリナ     | 2014- | 38   | 2    |      |
| 9                        |       |      |      |      |
| フロラン・ハデルジョナイ | 2019- | 37   | 1    |      |

### 得点数ランキング
| 順位                 | 選手      | 期間 | 得点 | 出場 |
| -------------------- | --------- | ---- | ---- | ---- |
| 1                    |           |      |      |      |
| ヴェダト・ムリキ     | 2016-     | 31   | 60   |      |
| 2                    |           |      |      |      |
| ミロト・ラシツァ     | 2016-     | 12   | 61   |      |
| 3                    |           |      |      |      |
| アルベル・ゼネリ     | 2016-     | 9    | 33   |      |
| 4                    |           |      |      |      |
| アミル・ラフマニ     | 2014-     | 7    | 64   |      |
| 5                    |           |      |      |      |
| エルバサン・ラシャニ | 2015-     | 5    | 29   |      |
| エドン・ジェグロヴァ | 2018-     | 5    | 42   |      |
| 7                    |           |      |      |      |
| ヴァロン・ベリシャ   | 2016-     | 4    | 49   |      |
| ベンジャミン・コロリ | 2016-     | 4    | 24   |      |
| 9                    |           |      |      |      |
| アルベルト・ブニャク | 2014-2016 | 3    | 6    |      |
| アーテ・ヌヒウ       | 2017-2020 | 3    | 19   |      |
| ベサル・ハリミ       | 2015-2021 | 3    | 34   |      |